# Ríbaddi

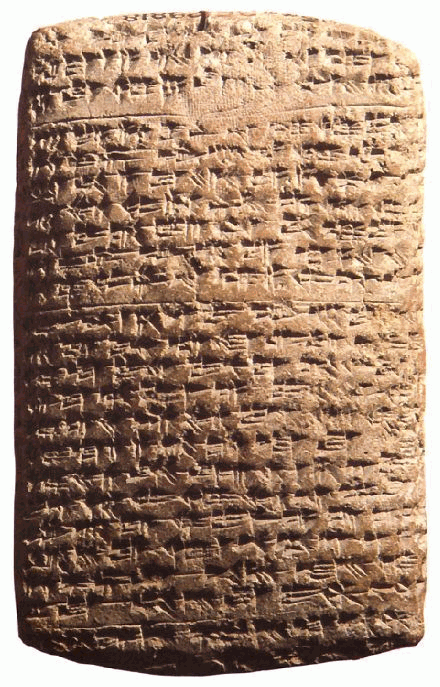
Az egyik Amarna-levél

Ríbaddi (Rib-Ḫaddu, Rib-Addi, Rib-Addu, Rib-Adda) Büblosz királya volt az i. e. 14. század közepén. Ő a szerzője kb. hatvannak az Ehnaton fáraóhoz írt ún. Amarna-levelek közül.
Neve akkád név és feltehetőleg Hadad istenre utal, bár leveleiben a király egy másik istenség, Ba'alat Gubla („Büblosz úrnője”; valószínűleg Asera) iránti tiszteletét fejezi ki.
Ríbaddi leveleiben gyakran panaszkodik és a fáraó közbenjárását kéri. Az EA 105 jelű levélben arra kéri Ehnatont, segítsen neki abban a vitában, melybe Berütosz uralkodójával keveredett, aki elfogott két bübloszi kereskedőhajót. Az EA 122 levélben az egyiptomi Pahurára panaszkodik, aki megölt pár bübloszi zsoldost és foglyul ejtette Ríbaddi három emberét.
Hosszú ideig tartó viszály állt fenn Ríbaddi és Amurrú királya, Abdi-Asratum között (Amurrú valószínűleg a mai Délkelet-Libanon és Délnyugat-Szíria területén helyezkedett el). Amurrú királya zsoldosokat bérelt a habiruk, a sardanák és más harcos törzsek tagjai közül. Az EA#81 levélben Ríbaddi azzal gyanúsítja Amurrú királyát, hogy lázítja ellene az alattvalóit, és egyiptomi beavatkozást kér. Azt is megemlíti levelében, hogy Abdi-Asratum meg akarta öletni.
Ríbaddi arra kérte Ehnatont, küldjön egyiptomi íjászokat, akik megvédik az amurruiaktól és saját lázongó népétől. Zemart, a korábban bübloszi fennhatóság alatt álló várost Abdi-Asratum elfoglalta (EA#84). Nem sokkal később az egyiptomi követet visszahívták Kánaánból, így többé már a látszata sem állt fenn annak, hogy Ríbaddi Egyiptom támogatását élvezi. Segítségkérő leveleire Ehnaton többnyire nem válaszolt (EA#107), egy esetben nemtetszését fejezte ki a folytonos panaszkodás felett (EA#117). Az EA#101-es levél tanúsága szerint Abdi-Asratumot megölték, a trónon fia, Aziru követte, aki folytatta apja Büblosz-ellenes politikáját. Ríbaddi innentől kezdve őrá panaszkodik.

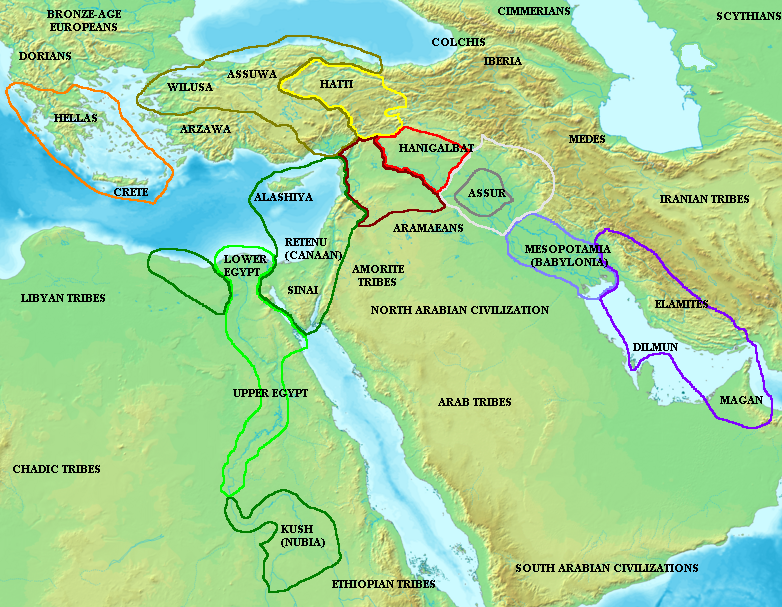
Az ókori Közel-Kelet térképe az Amarna-korban, a korszak nagy birodalmaival: Egyiptom (zöld), Hatti (sárga), a babiloni kassú királyság (lila), Asszíria (szürke) és Mittani (piros). Világosabb színek jelzik a nyílt hatalmat a terület felett, a sötétebbek a befolyást. Narancssárgával az akháj-mükénéi civilizáció.

Az EA#89 levélben Ríbaddi beszámol róla, hogy a szomszédos Türoszban egy államcsíny során családjával együtt megölték az uralkodót, aki a rokona volt. Ríbaddi húga és lányai, akiket a király Türoszba küldött, hogy biztonságban legyenek, valószínűleg szintén meghaltak. Arról is tudósít, hogy a hettiták egyiptomi fennhatóság alatt álló területeket támadtak meg Szíriában, és felégették a földeket (EA#126).
Ríbaddi kénytelen volt országából Berütoszba menekülni, ahol Ammunira király menedéket ajánlott neki. Az EA 75 levélben beszámol a politikai helyzetről, közte arról, hogy a hettiták mind elfoglalták Mitanni vazallus államait. Az idős király ezután több levelében is beszámolt a fáraónak a föníciai és szíriai zavargásokról, melyeket Aziru szított (pl. EA 137).
Ríbaddit végül száműzte öccse, Ilirabih, aki megszerezte magának a trónt, míg bátyja Berütoszban volt. Nem sokkal ezután megölték, feltehetőleg Aziru parancsára. Ezt említi Ehnatonnak egy Aziruhoz írt levele, az EA 162.

## EA#74
„(1) Rībaddi mondja urának, az országok királyának, a nagy királynak, a harc urának. Gubla Bēlitje adjon erőt a királynak, az én uramnak. Uram, az én Napom lábához (5) hétszer (és) hétszer leborultam. Tudja meg a király, az úr, hogy Gubla, a király igaz szolgálója, a (király) apáinak napjaiban jó (helyzetben) volt. Most azonban, íme, a király kiejtette hűséges városát (10) a kezéből. Nézze meg a király apái házának tábláit, vajon nem igaz szolga-e az az ember, aki Gubla városában van. Ne vonakodj a te szolgáidtól! Mert a ḫabiru katonák ellenségessége erősebb nálam, és (15) országod istenei (...) Fiaink és leányaink valamennyien, mivelünk együtt, Iarimuta országába vették be magukat, hogy életüket mentsük. Földem olyan asszonyra hasonlít, akinek nincsen férje, mert nincs, aki megművelje. Összes városom, amelyek (20) a hegyekben és a tenger partján vannak, a ḫabiru katonákkal működnek együtt. (Csupán) Gubla, két várossal maradt meg nekem. És most íme, Abdi-Asratum elvette magának Šigata várost, (25) és Ammia város lakosságának azt mondta: »Öljétek meg elöljáróitokat, és olyanok lesztek, mint mi, és nyugodtan lesztek.« És azok a szavai szerint cselekedtek, és olyanok, mint a ḫabiruk. És most íme, (30) Abdi-Asratum írt a katonáknak: »Bīt-Ninurtában gyűljetek körém! És megrohanjuk Gubla várost.« Ha nincs valaki, aki kiment engem az ellenség kezéből, akkor leverik a kormányzóságot az (35) az országokban, és minden ország a ḫabirukkal fog együttműködni. Tétessék igazság valamennyi országgal! Fia(ink) és leánya(ink) nyerjenek nyugalmat örökre! De ha még a király is kivonulna, (40) az ellensége lenne mindegyik ország. Így végeztek ők egymás között, és ily módon nagyon-nagyon félek, hogy nincs senki, aki megmentene engem (45) az ő kezükből. Mint a madarak, amelyek hálóba vannak fogva, olyan vagyok én Gubla városában. Miért vonakodsz országod irányában? Íme én így írtam a palotának, (50) de nem hallgattad meg szavaimat. Íme, Amanappa nálad tartózkodik. Kérdezd meg őt. Ő ismeri és látta a szükséget, amely rajtam van. Hallgassa hát meg a király szolgája szavait! És adjon élelmet szolgájának, (55) és tartsa életben szolgáját, és én őrizni fogom hűséges városát, amíg Bēlitünk, a mi isteneink (...) és országunkra vetik pillantásukat. És a király bárcsak gondolna országára! Szerezz nyugalmat országodnak! Bár helyesnek tartaná (60) a király, az én uram, és elküldené egy emberét, aki itt maradna, én pedig a király, az én uram elé mennék. Jónak tartod ezt velem szemben? Mit csináljak én egymagamban? Íme így töprengek nappal (65) és éjszaka.”